# The Complete Works
The Complete Works es una caja recopilatoria de la banda británica Queen, publicada el 5 de diciembre de 1985 por EMI Records. Contiene todos los álbumes de estudio, en vivo y canciones que no aparecieron en ningún álbum hasta ese punto. Estaba disponible en formato de vinilo y casete.

## Historia
Siguiendo el concierto del Live Aid en 1985, Queen se encontraba en un período creativo. Mientras dedicaron sólo 20 minutos en el escenario, algunos sintieron que Queen había robado el show. Mercury llamó a los otros miembros del grupo, para ir al estudio y grabar una canción juntos. Hasta ese punto, casi toda las canciones fueron escritas por los integrantes individualmente (y ocasionalmente créditos de composiciones en dúo): "Stone Cold Crazy", "Under Pressure" (con David Bowie) y "Soul Brother". El resultado de está sesión entusiasmada fue "One Vision" y su remezcla "Blurred Vision" para ser publicada como sencillo.
El 2 de diciembre, EMI Records publicó lo que sería la caja recopilatoria definitiva de Queen: todos sus 11 álbumes de estudio, su álbum en vivo Live Killers de 1979, y un disco extra que contenía todos sus lados A y B que no habían aparecido en otros álbumes hasta ese momento. La banda solo firmó para solo 600 copias, el cual ahora se ha convertido en un objeto de coleccionistas. Este fue una caja con 14 LPs. En adición, la caja incluía 2 libros, el primero con todas las portadas de los álbumes, letras y fotografías; el otro tenía un mapa del mundo en color donde mostraba donde Queen había tocado y posicionado y un itinerario de las giras mundiales de ese punto, mostrando el equipamiento que ellos cargaban con ellos.
En la caja recopilatoria no fue incluido su álbum de Greatest Hits de 1981, así como también versiones editadas de sus canciones para su lanzamiento de sencillo. Queen lanzó cuatro álbumes de estudio después de The Complete Works; A Kind of Magic (1986), The Miracle (1989), Innuendo (1991) y Made in Heaven (1995).

## Contenido
La caja recopilatoria contiene:
- Queen (1973) – 38:43
- Queen II (1974) – 40:43
- Sheer Heart Attack (1974) – 38:56
- A Night at the Opera (1975) – 43:05
- A Day at the Races (1976) – 44:15
- News of the World (1977) – 39:15
- Jazz (1978) – 44:40
- Live Killers Vol. 1 (1979) – 47:01
- Live Killers Vol. 2 (1979) – 42:52
- The Game (1980) – 35:37
- Flash Gordon (1980) – 35:11
- Hot Space (1982) – 43:34
- The Works (1984) – 37:12
- Complete Vision (1985) – 28:34

## Complete Vision(LP)
Complete Vision es un álbum compilatorio de la banda británica Queen, publicado junto a la caja recopilatoria de 1985 The Complete Works, lanzada el 5 de diciembre de 1985 a través de EMI Records.

### Lista de canciones
| Lado uno |                                   |          |  |
| N.º      | Título                            | Duración |  |
| 1.       | «See What a Fool I've Been» (May) | 4:31     |  |
| 2.       | «A Human Body» (Taylor)           | 3:42     |  |
| 3.       | «Soul Brother» (Queen)            | 3:36     |  |
| 4.       | «I Go Crazy» (May)                | 3:42     |  |
| 15:31    |                                   |          |  |

| Lado dos |                                          |          |  |
| N.º      | Título                                   | Duración |  |
| 1.       | «Thank God It's Christmas» (May, Taylor) | 4:21     |  |
| 2.       | «One Vision» (Queen)                     | 4:01     |  |
| 3.       | «Blurred Vision» (Queen)                 | 4:41     |  |
| 13:03    |                                          |          |  |

### Créditos
- Freddie Mercury – voz principal y coros, sampler, piano
- Brian May – guitarra eléctrica y acoustica, sintetizador, coros, sampler
- Roger Taylor – batería, sintetizador, coros, cascabel, batería electrónica, percusión
- John Deacon – bajo eléctrico